# مونا ون داین

مونا جین ون داین (انگلیسی: Mona Jane Van Duyn زاده ۹ مهٔ ۱۹۲۱ - درگذشته ۲ دسامبر ۲۰۰۴)، شاعر آمریکایی بود.

## زندگی‌نامه
وی که سال ۱۹۲۱ دیده به جهان گشود، با فعالیت‌هایش در عرصه ادبیات توانست جوایز مهم ادبی آمریکا را در حوزه شعر به خود اختصاص دهد. وی در سال ۱۹۹۲ به عنوان مشاور کتابخانه کنگره در زمینه شعر منصوب شد و سال ۱۹۷۱ جایزه ملی کتاب آمریکا، سال ۱۹۸۹ جایزه راث لیلی و سال ۱۹۹۱ جایزه پولیتزر برای شعر را برای مجموعه «تغییرات نزدیک» به خود اختصاص داد. او بین سال‌های ۱۹۹۲ تا ۱۹۹۳ ملک الشعرای آمریکا بود. وی ۱۰ مجموعه شعر در کارنامه اش دارد که «برای دیدن، گرفتن» از جمله آن هاست. وی در ۲ دسامبر ۲۰۰۴ چشم از جهان فروبست.